# Kim Yun-Mi
Pour les articles homonymes, voir Kim Yoon-mi.
Kim Yun Mi, née le 1er juillet 1993, est une footballeuse internationale nord-coréenne, évoluant au April 25 SC.